# Йоган Георг (курфюрст Бранденбургу)
Йоган II Георг Економ (нім. Johann Georg Oeconomus, 11 вересня 1525  —8 січня 1598) — курфюрст-маркграф Бранденбургу у 1571—1598 роках.

## Життєпис
Походив з династії Гогенцоллернів. Старший син Йоахім II Гектор, курфюрста і маркграфа Бранденбургу, та Магдалени (доньки Георга I, герцога Саксонії). Народився у м. Келльн (сучасна частина Берліна) у 1525 році. У 1545 році одружився з донькою Фредеріка, князя Бжецько-Легніцького. Втім, вже у 1546 році втратив дружину.
У 1548 році одружився з донькою родича Георга, маркграфа Бранденбург-Ансбаху.
Після смерті батька у 1571 році стає новим курфюрстом Бранденбургу. Через 9 днів сталася смерть стрийка — Йогана, маркграфа Бранденбург-Кюстрінського (без спадкоємців), володіння якого Йоган II Георг приєднав до своїх. У 1572 році став регентом герцогства Прусія замість хворого Альбрехта-Фрідріха.
З великою суворістю взявся за викорінення негараздів в управління та економіці, що залишилися після батька. На той момент Бранденбург мав борг у 2,5 млн гульденів. Спочатку суттєво скоротив обсяг державного боргу. Станам маркграфства, що взяли на себе сплату 1 млн гульденів боргу, Йоган Георга підтвердив їх привілеї і надав їм додаткові права. При цьому шляхта була звільнена від оподаткування. Також для погашення боргу впроваджено податок на зерно, що сприяло зростанню боргів у селян, які потрапляли у залежність від шляхти. Цим курфюрст сприяв посиленню кріпацтва.
1572 року розпочав переслідування жидів у Берліні та інших великих містах, захопивши їхні гроші та майно, а боргові зобов'язання перед жидами було спалено. Після цього впроваджено обмеження на перебуванні жидів у Бранденбурзі.
Курфюрст наказав схопити фінансового радника та очільника монетного двору колишнього володаря — Ліппольд бен-Хлухіма, якого піддано тортурам, а 1573 року страчено. Також звільнив багатьох радників батька, запроторив до в'язниці коханку Йоахіма II Гектора — Анну Дітеріч. 1573 року наказав вигнати усіх жидів з країни, які подалися до Богемії та Речі Посполитої. Водночас активно залучав лютеран до своїх володінь, яких переслідували католики в інших державах Німеччини.
13 липня 1574 року заснував перший гуманітарний освітній заклад у тодішньому Берліні — гімназію «у Сірого монастиря». Це найстаріша Берлінська гімназія, яка існує дотепер як Євангельська гімназія у Сірого монастиря (знаходиться в Berlin-Schmargendorf).
У 1575 році померла його друга дружина. У 1577 році одружився втретє — з донькою Йоахіма Ернеста, князя Ангальт-Цербстського. Того ж року підписав лютеранську Формулу Злагоди. Слідом за цим став суворо переслідувати відхилення від неї в своїх володіннях. 1580 року наказав розповсюджувати в Бранденбурзі Книгу згоди. Втім з ненависті до кальвіністів, він дозволив єзуїтам спокійно діяти в Бранденбурзі.
У 1582 році виступив проти календарної реформи, яку намагався впровадити папа римський Григорій XIII. Це було більш пов'язано з консервативними поглядами Бранденбурзького курфюрста, який не бажав змінювати сталий порядок речей.
В останні роки життя зі спадкоємцем (курпринцем) Йоахімом Фрідріхом у нього виникла сварка, коли Йоган Георг в інтересах дітей від останнього шлюбу захотів розділити бранденбурзькі володіння всупереч родинному закону Гогенцоллернів («Dispositio Achillea»).
Помер у 1598 році у Келльні. Володіння в Бранденбурзі успадкував старший син Йоахім Фрідріх.

## Родина
1. Дружина — Софія, донька Фредеріка II П'яста, князя легніцького та Бжецького
Діти:
- Йоахім Фрідріх (1546—1608), курфюрст Бранденбургу у 1598—1608 роках

2. Дружина — Сабіна, донька Георга Гогенцоллерна, маркграфа Бранденбург-Ансбаха
Діти:
- Георга Альбрехт (1555—1557)
- Йоган (1557)
- Альбрехт (1557)
- Магдалена Сабіна (1559)
- Ердмута (1561—1623), дружина Іогана Фрідріха Гріффіна, герцога Померанії
- Марія (1562)
- Гедвіга (1563)
- Магдалена (1563)
- Маргарита (1565)
- Анна-Марія (1567—1618), дружина Барніма X, герцога Померанії
- Софія (1568—1622), дружина Христіана I, курфюрста Саксонії

3. Дружина — Єлизавета, донька Йоахіма Ернеста Асканія, князя Ангальт-Цербста
Діти:
- Христіан (1581—1655), маркграф Бранденбург-Байрет
- Магдалена (1582—1616), дружина Людвіга V, ландграфа Гессен-Дармштадт
- Йоахім Ернест (1583—1625), маркграф Бранденбург-Ансбах
- Агнес (1584—1629), дружина: 1) Пилипа Юліуса, герцога Померанії; 2) Франца-Карла, герцога Саксен-Лауенбурга
- Фрідріх (1588—1611), магістр ордену Йоанітів в бальяжі Бранденбург
- Єлизавета Софія (1589—1629), дружина 1) Янушем Радзивіллом, імперським князем; 2) Юліус Генріха, герцога Саксен-Лауенбурга
- Доротея Сібилла (1590—1625), дружина Яна Христіана П'яста, князя Бжецького
- Георг Альбрехт (1591—1615), магістр ордену Йоанітів в бальяжі Бранденбург
- Сігизмунд (1592—1640)
- Йоган (1597—1627), єпископ Гафельбергу
- Йоган Георг (1598—1637)